# Justin Theroux
Justin Paul Theroux (/θəˈroʊ/; sinh ngày 10 tháng 8 năm 1971) là nam diễn viên, nghệ sĩ hài, nhà sản xuất phim, biên kịch người Mỹ. Anh được biết đến qua hợp tác với đạo diễn David Lynch trong Mulholland Drive (2001) và Inland Empire (2006).
Anh cũng là biên kịch cho các phim Tropic Thunder (2008) và Iron Man 2 (2010).

## Thời thơ ấu
Theroux sinh ra tại thủ đô Washington, D.C. Anh là con trai của bà Phyllis Grissim Theroux và Eugene Albert Theroux.

## Danh sách phim

### Điện ảnh
| Năm  | Tên phim                     | Vai diễn | Ghi chú |
| ---- | ---------------------------- | -------- | ------- |
| 2019 | Tiểu thư và chàng lang thang | Tramp    |         |
| 2024 | Beetlejuice 2                |          |         |